# 聖安多尼堂 (澳門)
聖安多尼堂（葡萄牙語：Igreja de Santo António）位於白鴿巢前地南面，為澳門三大古教堂之一，亦為「澳門歷史城區」一部份。

## 名字典故

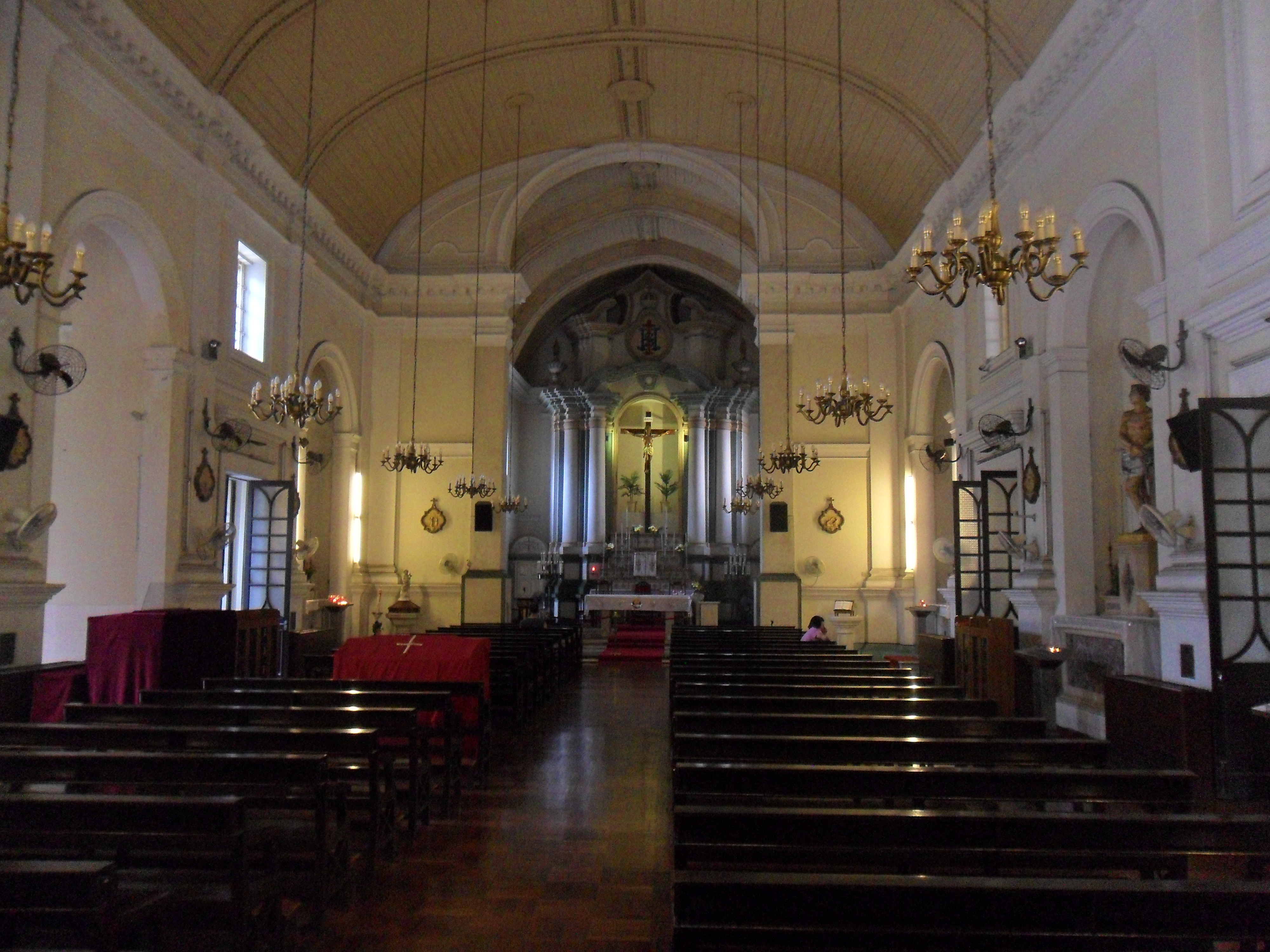
聖堂內部

聖安多尼成為了「婚姻主保」，很多澳門人及葡國人也因而選擇在聖安多尼堂舉行婚禮。由於外國婚禮多數以鮮花裝飾，故聖堂時常出現一片花海，因此華人亦稱之為「花王堂」。

## 堂區服務範圍

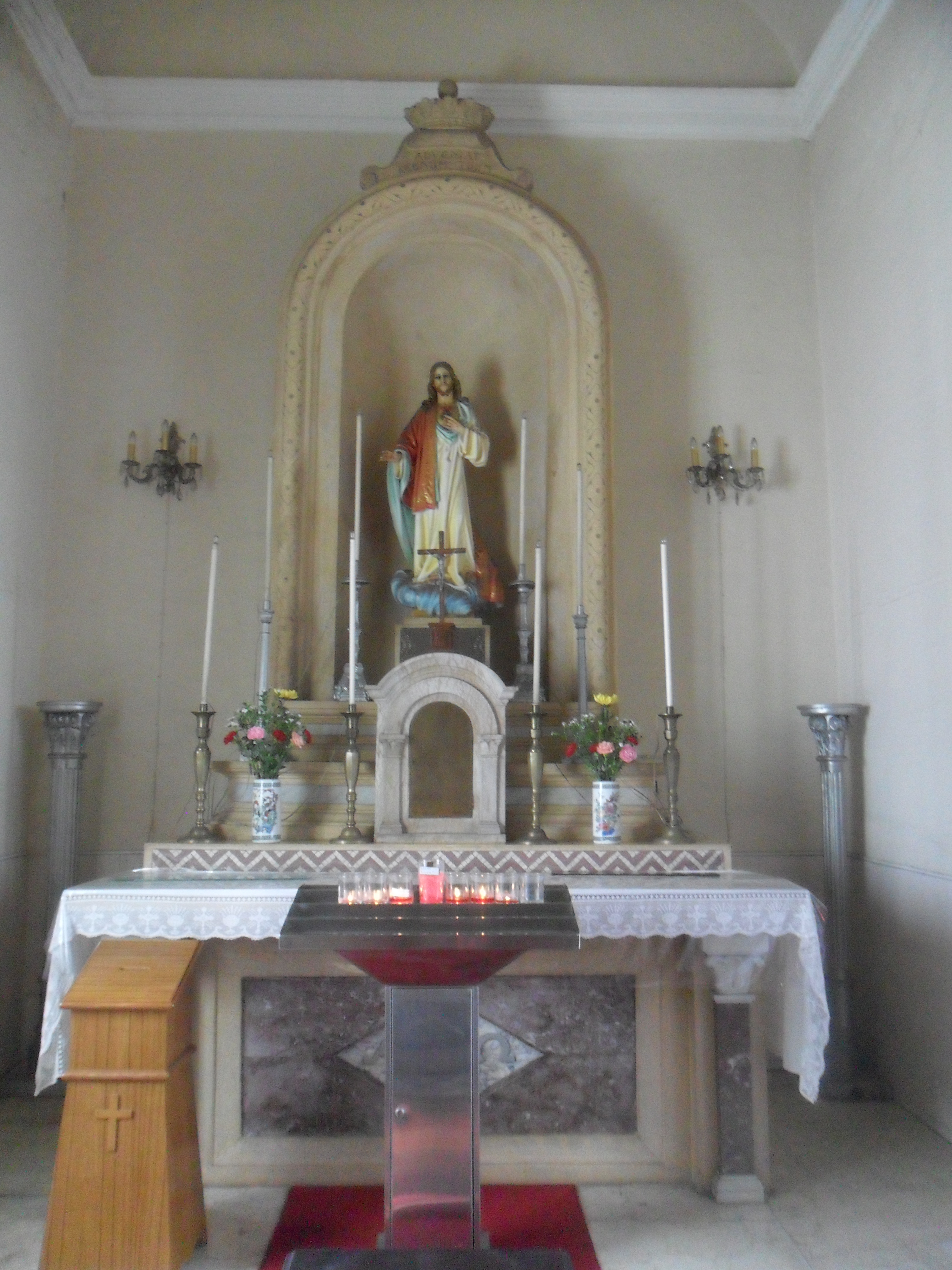
耶穌聖心小堂

聖安多尼堂區服務的範圍，包括聖安多尼堂區的新橋、沙梨頭、白鴿巢公園（賈梅士花園）、大三巴牌坊和大炮台。

## 堂區歷史

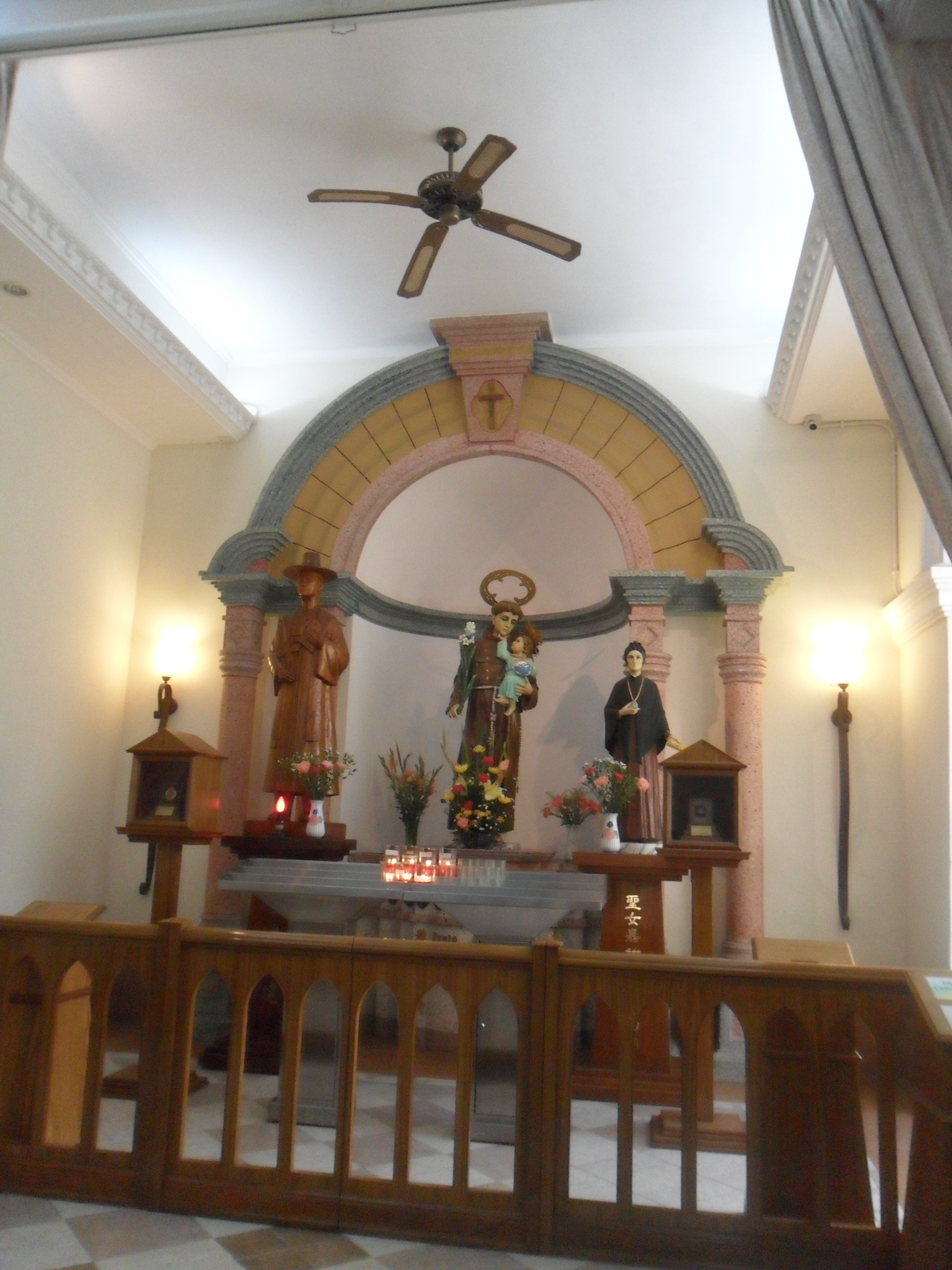
聖堂內的聖像

聖安多尼教堂初建於1560年，原是用茅草和竹棚搭建而成的。直至1638年，方改以石頭重新興建。其後在1810年和1874年進行過兩次重修，1930年才形成今日的外觀和規模。另外，教堂亦供奉了曾於澳門學習神學的韓國第一位聖人聖金大建(St. Andrew Kim)。
教堂雖屢遭多次火劫。在1874年9月22日甲戌風災，聖堂被雷電擊中起火，但其火光卻引導了海上的居民上岸，故教堂每年都會慶祝「天災節」，以紀念這事跡。

## 建築特色
教堂兩層的頂部都有古典式的三角楣，而正中有一個壁龕，內裡放了里斯本聖安多尼像。而教堂的正面則為對稱的主題，左方接有三層高的鐘樓。

## 彌撒及禮儀時間

### 彌撒

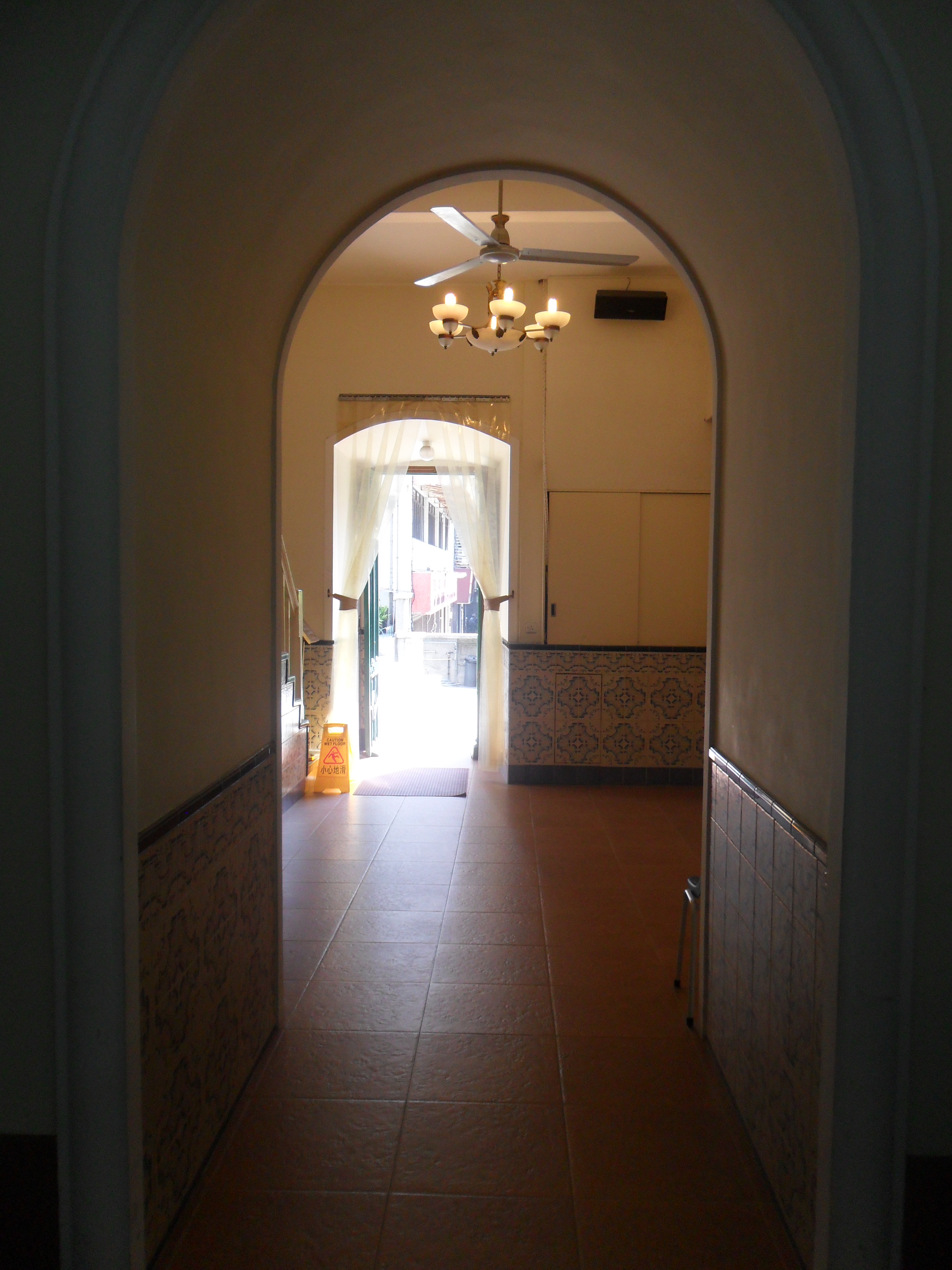
聖堂右面的小堂出口

- 主日彌撒
  - 上午7:30、9:00（粤語）
  - 上午11:00（葡語）
  - 下午4:00（英語）

- 星期六提前主日彌撒
  - 下午5:00（粤語）

- 平日彌撒
  - 上午7:30（粤語）
  - 逢星期二 下午 5:30（葡語）

### 修和聖事
- - 主日各台彌撒前20分鐘;
  - 平時如有需要，可先與神父聯絡。

### 明供聖體
- - 每月首星期五 (首瞻禮六)、首星期六 (首瞻禮七) 上午7時正 (粵語)

## 節慶活動
每年6月的其中一個周末或周日為聖安多尼堂區主保瞻禮有安多尼像出遊活動。

## 外部連結
- 天主教澳門教區 （页面存档备份，存于）

| 澳門歷史城區 |
| 建築 |
| 媽閣廟 \| 港務局大樓 \| 鄭家大屋 \| 聖老楞佐教堂 \| 聖若瑟修院大樓及聖堂 \| 崗頂劇院 \| 何東圖書館大樓 \| 聖奧斯定教堂 \| 市政署大樓 \| 三街會館（關帝廟） \| 仁慈堂大樓（仁慈堂博物館） \| 大堂（主教座堂） \| 大堂巷七號住宅（盧家大屋） \| 玫瑰聖母堂 \| 大三巴牌坊 \| 哪吒廟 \| 舊城牆遺址 \| 大炮台 \| 聖安多尼教堂（花王堂） \| 東方基金會會址 \| 基督教墳場（包括馬禮遜小教堂） \| 東望洋炮台（包括聖母雪地殿教堂及燈塔）（保育危機） |
| 前地 |
| 媽閣廟前地 \| 亞婆井前地 \| 崗頂前地 \| 議事亭前地 \| 板樟堂前地 \| 大堂前地 \| 耶穌會紀念廣場 \| 賈梅士前地 |
| 区内其他地点及街道 |
| 海事博物館 \| 妈阁斜巷 \| 妈阁街 \| 高楼街 \| 政府總部事務局 \| 聖若瑟教區中學第二、三校 \| 龙嵩正街 \| 亞美打利庇盧大馬路 \| 聖若瑟教區中學第四校 \| 澳門郵政局大樓 \| 聖物寶庫 \| 大三巴街 \| 天主教藝術博物館與墓室 \| 澳門博物館 \| 大炮台山 \| 花王堂街 \| 白鸽巢总站 \| 东望洋山 |